# Albert Carol i Bruguera
Albert Carol i Bruguera (La Bisbal d'Empordà, 13 d'abril del 1980) és filòleg, bibliotecari i poeta.
Llicenciat en Filologia Hispànica i Documentació, va treballar en una llibreria figuerenca, la Llibreria Mallart, abans d'entrar a formar part de la plantilla de la Biblioteca Fages de Climent de Figueres (Alt Empordà). Des de llavors s'encarrega de la sala infantil de la biblioteca altempordanesa i compagina la seva feina amb la seva passió: la lectura.
Col·laborador de la Revista de Girona entre els anys 2004 i 2007, també ha escrit articles per la revista Alberes. En aquestes col·laboracions s'evidencia la seva passió per la lectura que també es pot resseguir en el seu blog personal Funestament desmemoriat que va obrir l'any 2009 i en el qual practica l'experimentació literària i revela el seu gust per a la poesia.
L'any 2019, ha publicat el seu primer poemari Regalimant tinta entre el tu i jo, publicat per Edicions Vitel·la i amb una portada signada per l'artista empordanesa Carme Sanglas. Un llibre que es podria definir com “un tractat d'amor minimalista”.Un conjunt de poemes de versos lliures, sense rimes concretes que ens transporten per diferents estadis de la vida, entre ells, l'amor, el desamor i la mort.
L'any 2024 publica el seu segon poemari El desig d’ofegar-nos,de la mà amb l'il·lustradora Marta R. Gustems.